# Coleman Peak
Der Coleman Peak ist ein rund 1600 m hoher Berggipfel auf der antarktischen Ross-Insel. Er ragt 5,8 km östlich des Gipfelgrats des Fang Ridge am Nordosthang des Mount Erebus auf.
Das New Zealand Geographic Board benannte ihn im Jahr 2000 nach dem neuseeländischen Geistlichen Edward John Coleman (1930/31–2003), der mehrfach im Rahmen des United States Antarctic Program nach Antarktika reiste.